# Giuseppe Sabatelli
Giuseppe Sabatelli (Milano, 24 giugno 1813 – Firenze, 27 febbraio 1843) è stato un pittore italiano.

## Biografia
Figlio del pittore Luigi, si formò sotto l'insegnamento del padre e nel 1834 si trasferì a Firenze, insieme a suo fratello maggiore Francesco, anch'egli pittore, nato nel 1803. Dal 1839 Giuseppe Sabatelli insegnò tecnica pittorica all'Accademia di belle arti di Firenze. Si fece notare come pittore di soggetti sacri e storici e come ritrattista. Un pensionato del granduca di Toscana gli consentì un viaggio di studio a Venezia.
Tra le sue opere: Cristo libera l'ossesso (1828), dipinto che fu esposto all'Accademia di Belle Arti di Firenze nel 1837 e poi acquistato dal granduca Leopoldo II di Toscana; Giuseppe riconosciuto in sogno dai fratelli, per la Basilica di Santa Croce, a Firenze; Torquato Tasso legge il suo poema alla corte di Ferrara, opera di cui si conservano quattro disegni preparatori al Gabinetto dei disegni e delle stampe degli Uffizi; Miracolo di sant'Antonio (1832); Santa Filomena, per la chiesa di San Francesco (Pisa); Farinata degli Uberti alla battaglia del Serchio.
Gli fu concesso uno studio d'artista, nell'ex convento fiorentino che si trova accanto alla Chiesa di Santa Maria di Candeli. Un suo Autoritratto è conservato nella (Collezione di autoritratti agli Uffizi).
Morì di tisi, come già suo fratello Francesco. Il suo  monumento funerario, scolpito da Ulisse Cambi, è a Firenze, nel chiostro della basilica di Santa Croce. Il suo primo biografo fu il letterato livornese Francesco Domenico Guerrazzi (1804-1873) che ne compose una lunga e complessa orazione funebre nel luglio 1843.